# 三遊亭圓遊
三遊亭 圓遊（さんゆうてい えんゆう）は落語家の名跡である。三遊派の系統から生まれた名である。当代は5代目。　

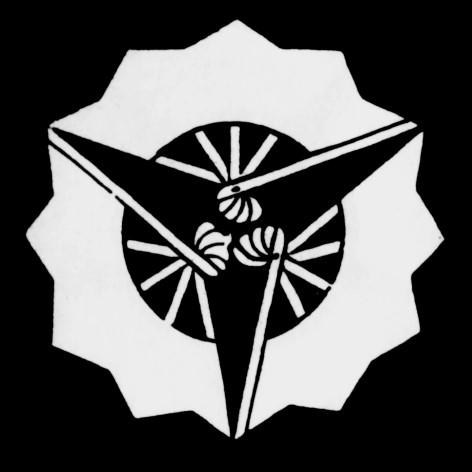
三遊亭の定紋「高崎扇」

初代とされている圓遊は本来は3代目である。過去2人の圓遊は売れなかった訳ではなく、きちんと名を残した落語家が名乗っているのだが、この3代目圓遊が珍芸ステテコ踊りで大人気を博し、あまりにも売れたためこのステテコの圓遊が初代ということで完全に定着した。
- 本来の初代三遊亭圓遊（圓勇） - 後の初代金原亭馬生。
- 本来の2代目三遊亭圓遊 - 後の2代目三遊亭新朝。

## 初代
初代 三遊亭 圓遊（嘉永3年5月28日（1850年7月7日） - 明治40年（1907年）11月26日）は明治時代に活躍した江戸小石川小日向出身の落語家である。本名は竹内 金太郎。

### 経歴
江戸小石川小日向の紺屋「藤屋」竹内清五郎の長男として生まれる。12歳で別の紺屋に奉公に出て17歳で家業を継いだ。しかし19歳の時に病気がきっかけで家業に嫌気がさし、以前から芸事に興味を持っていたために初代三遊亭圓朝に弟子入り志願した。
圓朝には弟子入りを断られるが、慶応4年（1868年）ころ、2代目五明楼玉輔に入門。雀家志う雀を名乗る。このころ新宿で一六の名で太鼓持ちをしていた時期もあるという。明治3年（1870年）、師匠が廃業したため（後に復帰）、明治5年（1872年）ころに改めて夢であった初代三遊亭圓朝門下に移り、三代目三遊亭圓遊に改名。
明治13年（1880年）4月、日本橋の伊勢本で真打の昇進披露を行った。以降門弟も増え三遊派の看板で圓朝、4代目圓生、4代目桂文楽に次ぐ位置にまで活躍。
三遊派では圓朝を社長、4代目圓生を頭取に副頭取を務めた。圓朝没後は三遊亭一門で確執もあり上方にも活動を広げ、初代笑福亭福松の没後衰退していた三友派の看板としても活躍。
しかし日露戦争前後には不景気も重なり寄席の不入りが続き圓遊の人気も落ちてしまう。その後中風で病み不遇であったが亡くなる1か月前まで高座に上がった。

### 人物
大きい鼻で知られており、「鼻の圓遊」ともよく呼ばれていた。寄席において、落語の後の余興として奇妙な踊りを披露して大人気を博した。大きな鼻をもいで捨てるような振付けから「捨ててこ、捨ててこ」と言いながら、着物の裾をまくり踊る芸が「ステテコ踊り」の異名を得る。このために「ステテコの圓遊」の名で呼ばれるようになった。
また古典落語を明治風に改作して演じた。明治時代の落語界において中心人物であった。全盛期には1日36軒の寄席を掛け持ちしたという伝説がある。
辞世の句は「散りぎわも 賑やかであれ 江戸の花（鼻）」。墓所は谷中霊園天王寺墓地。戒名は「唱行院圓遊日悟居士」。
人気ゆえに多くのSPレコードも残している。

### 弟子
- 初代三遊亭遊三
- 初代三遊亭小圓遊
- 2代目三遊亭圓遊
- 三遊亭一圓遊 - 「大阪圓遊」。
- 橘家圓六 - 三遊亭遊六から改名。「玉乗り」の珍芸を売り物にしていた。本名∶橋本 林蔵。
- 三遊亭遊林 - 本名∶森 彦太郎。
- 三遊亭清遊
- 三遊亭遊好 - 仇名を「ご随意の遊好」という。明治末年に長崎で客死した。本名∶岡宮 恒吉。
- 初代三遊亭遊輔
- 3代目三遊亭圓橘
- 三遊亭福圓遊
- 三遊亭遊朝
- 三遊亭花圓遊
- 三遊亭花遊
- 3代目人情亭錦紅
- 8代目司馬龍生
- 三遊亭大漁 - はじめ三遊亭遊一、のち大漁と改名する。元神田の鳶の者。火事場の負傷で隻眼となった。木遣りを得意とした。1861年生。本名∶海東 万吉。
- 三遊亭遊寿
- 三遊亭遊楽
- 三遊亭遊がほ - 夕顔とも。
- 6代目土橋亭里う馬
- 5代目立川善馬

#### 色物
- 三遊亭猫八（奇術、形態模写）
- 三遊亭花遊（音曲師）

実の息子（孝太郎）は15歳頃落語家として父の下に入門し三遊亭清遊を名乗っている。一時期小圓遊を名乗っていたが、技芸未熟のため取り上げられたという説がある。その後日本舞踊の若柳流を興した若柳寿童の弟子となり、2世宗家家元・若柳吉蔵と名乗った。

### 三遊亭圓遊を扱った作品
舞台『すててこてこてこ』
- 吉永仁郎作。
- 1977年発表、1982年初演[2]。明治の大名人三遊亭円朝と、弟子の「珍芸ステテコ」の三遊亭円遊、時代の流れと二人の関係を描く。
- 1982年・1984年（劇団民藝）[3]
- 三遊亭圓朝：大滝秀治
- 三遊亭圓遊：梅野泰靖
- 演出：渡辺浩子
- 1997年（蝉の会）
- 三遊亭圓朝：名古屋章
- 三遊亭圓遊：風間杜夫 [4]　演出：渡辺浩子
- 2015年（可児市文化創造センター×文学座）[5]
- 三遊亭圓朝：坂部文昭[6]
- 三遊亭圓遊：千葉哲也
- 演出：西川信廣
- 落語指導：三遊亭遊之介

## 2代目
二代目 三遊亭 圓遊（慶応3年7月（1867年7月ないし8月） - 大正13年（1924年）5月31日）は江戸出身の落語家である。本名は吉田 由之助。

### 来歴・人物
明治20年代半ばに初代圓遊の元に入門し、三遊亭喜遊と名乗る。その後遊志や明治28・9年（1895・6年）ころに遊雀を経て、明治30年（1897年）10月に初代三遊亭左圓遊で真打に昇進。
評判の良かった左圓遊ではあるが兄弟子で年下の初代三遊亭小圓遊の芸の評価は左圓遊を大きく上回るものであり、本来ならば左圓遊ではなく小圓遊が2代目圓遊を継ぐべきところであったのだが、小圓遊が巡業先において32歳の若さで急死した際、目の上のたんこぶが居なくなった左圓遊は「シメタッ」と小膝を叩いたという噂が流れた。しかし、実際そのようなことがあったのかは不明である。
明治38年（1905年）10月に2代目小圓遊に改名。兄弟弟子・三遊亭一圓遊が大阪の高座で圓遊を名乗ったため、明治45年（1912年）4月にあわてて2代目圓遊を襲名。このような事情から「東京圓遊」（「江戸圓遊」）と呼ばれたこともあった。名跡の正統な継承者はこの東京圓遊であるが、芸は一圓遊こと「大阪圓遊」の方が優れていたという。
落語に関しては先代の芸風などをそっくりそのまま真似て演じたものが多かったためか影法師ともささやかれ人気では先代に劣っており、前述の噂もあってか評価はあまり高くなかった。幸運にも名跡を継ぐことは出来たものの、名を残した先代を追い抜くことは叶わなかった。
SPレコードは明治の末に数枚残している。

### 弟子
- 3代目三遊亭小圓遊
- 三遊亭左圓太
- 三遊亭若圓遊
- 三遊亭小遊治
- 三遊亭小登吹
- 三遊亭鯉遊
- 三遊亭花遊
- 三遊亭右圓遊
- 初代三遊亭左遊

## 3代目
三代目 三遊亭 圓遊（明治11年（1878年）8月18日 - 昭和20年（1945年）3月17日）は落語家。本名は伊藤 金三。

### 略歴
- 東京日本橋蠣殻町の相場師の子。
- 1899年8月 - 初代三遊亭小圓遊に入門。小蔵を名乗る。
- 1900年頃 - 4代目麗々亭柳橋門下に移る。麗々亭柳福と改名。
- 1901年頃 - 小圓遊門下に戻り、三遊亭小傳遊と改名。
- 1904年3月 - 師匠小圓遊が亡くなり、初代三遊亭遊三門下に移り同名で真打に昇進。
- 1907年7月 - 2代目三遊亭三福を襲名。
- 1913年8月 - 三遊亭金三に改名。
- 1914年5月 - 亭号を扇遊亭に改める。
- 1917年1月 - 4代目橘家圓蔵の内輪となり、2代目月の家圓鏡を名乗る。
- 1925年4月 - 3代目三遊亭圓遊を襲名。

### 来歴・人物
器用な人物で、幇間を一時期兼業していた。晩年は幇間一本でやっていくことを決意し初代圓遊の遺族に圓遊の名跡を返還しようとしたが、圓遊の名を離さない方がよいと言われ「櫻川圓遊」や「柳橋の圓遊」の名で柳橋において幇間をしていた。
昭和20年（1945年）3月の空襲で焼け出されたので疎開しその疎開先で死去している。墓所は西日暮里啓運寺。戒名は「悟道院圓遊日金信士」。
得意ネタは『成田小僧』『野ざらし』『明烏』『転宅』『紙屑屋』など。
妻は初代三遊亭歌奴の門下で色奴と名乗っていた女流落語家であった。戦後は実娘小奴と親子コンビを結成し、立花家色奴・小奴として日本芸術協会に所属し色物で高座に上がっていたが廃業後赤坂で裕福に芸者をしていた。
小奴の3歳年上の兄は太神楽の海老一菊蔵（海老一海老蔵門下）であったが芸が乏しく若年で廃業、早世した。

### 弟子
- 三遊亭福よし
- 3代目柳亭市馬

## 4代目
四代目 三遊亭 圓遊（明治35年（1902年）2月12日 - 昭和59年（1984年）1月9日）は東京都中央区京橋越前堀出身の落語家である。生前は落語芸術協会所属。本名∶加藤 勇。出囃子∶『さつまさ』。

### 来歴・人物
日本橋箱崎の尋常小学校を卒業後、浅草の下駄屋に奉公に出た。その後下駄の行商、陸軍糧秣本廠の臨時工などで働く。
大正11年（1922年）11月に六代目雷門助六に入門。雷門音助となる。大正13年（1924年）春ころに二ツ目に昇進。おこしと改名。大正15年（1926年）5月、六代目都家歌六を襲名し真打に昇進。
その後昭和金融恐慌による経済不況もあって、昭和5年（1930年）ころに柳家三太郎として品川区西小山で幇間に出る。その後戦争により花柳界が禁止される。
昭和18年（1943年）に二代目桂小文治の門下で初代桂伸治として落語界に復帰。戦後、昭和21年（1946年）に四代目三遊亭圓遊を襲名。落語芸術協会の大看板として、またTBSの専属落語家として活躍した。
芸風はあくまでも本寸法でありながら、聴衆に大御所風の威圧感を与えない軽快な語り口と独特の艶を帯びたフラで人気を博した。楽屋では同輩、後輩の誰かれとなく語りかけ、賑やかに笑わせていた。笑わされ過ぎて高座に上がれなくなった者もいたという。古き良き江戸の「粋」の精神を体現するかのような存在であった。
得意ネタは『野ざらし』『堀の内』『幇間腹』『味噌蔵』など。
昭和55年（1980年）10月5日に愛弟子の四代目三遊亭小圓遊に先立たれるという不幸に見舞われ、その悲しみから高座からも遠のき、引退同然のまま昭和59年（1984年）1月9日に亡くなった。81歳没。

### 弟子
- 四代目三遊亭小圓遊
- 八代目都家歌六 - 三代目桂三木助門下から移籍
- 五代目三遊亭遊朝
- 五代目三遊亭圓遊
- 三遊亭金遊

#### 移籍
- 三遊亭笑遊 - 圓遊死後五代目圓遊門下へ移籍

##### 破門
- 三遊亭玉遊 - 八代目春風亭柳枝門下に移籍

## 5代目
五代目 三遊亭 圓遊（昭和18年（1943年）9月6日 - ）は東京都文京区湯島出身の落語家である。落語芸術協会所属。本名∶名取 光三。出囃子は『さつまさ』。

### 来歴
東京都立両国高等学校卒業。
1962年3月に四代目三遊亭圓遊に入門、三遊亭笑遊を名乗る。
1965年4月に二ツ目に昇進。
1976年4月に三代目三遊亭若圓遊に改名し、三笑亭茶楽と共に真打昇進。1985年4月に五代目三遊亭圓遊を襲名。
真打昇進後はほとんどテレビ出演しなくなり落語に専念した。

### 芸歴
- 1962年3月 - 四代目三遊亭圓遊に入門、「笑遊」を名乗る。
- 1965年4月 - 二ツ目昇進。
- 1976年4月 - 真打昇進、「若圓遊」に改名。
- 1985年4月 - 「五代目三遊亭圓遊」を襲名。

### 人物
強度の近眼を逆用して丸メガネスタイルで売り出し、独特の際どいシャレで鳴らす。得意ネタに『井戸の茶碗』『権助提灯』など。

### 出演
- 底ぬけ脱線ゲーム
- 笑点（日本テレビ） - 初代三笑亭夢丸と共に2人で3代目座布団運びを務めていた[7]
- 気になる嫁さん（1972年、日本テレビ） - 魚辰の政夫（魚屋御用聞き）役

### 弟子
- 二代目三遊亭笑遊 - 四代目三遊亭圓遊門下から預かり